# Von Erich (worstelfamilie)
De familie Von Erich is een Amerikaanse familie actief in het professioneel worstelen. De officiële familienaam is "Adkisson", maar ieder lid van de familie dat kennismaakte met de wereld van het professioneel worstelen gebruikte de ringnaam "Von Erich" sinds de patriarch van de familie, Jack Adkisson, als Fritz Von Erich worstelde.

## Stamboom
|                                |                                |                                |                                |                                |                                |  |  |                        |                        |                        |                        |                        |                        |  |  |                              |                              |                              |                              | Fritz Von Erich (1929-1997)† |                              |  |  |                              |                              |                              |                              |                              |                              |  |  |                             |                             |                             |                             |                             |                             |  |  |                              |                              |                              |                              |                              |                              |  |  |  |  |  |  |  |  |  |  |  |  |  |  |  |  |  |  |
|                                |                                |                                |                                |                                |                                |  |  |                        |                        |                        |                        |                        |                        |  |  |                              |                              |                              |                              |                              |                              |  |  |                              |                              |                              |                              |                              |                              |  |  |                             |                             |                             |                             |                             |                             |  |  |                              |                              |                              |                              |                              |                              |  |  |  |  |  |  |  |  |  |  |  |  |  |  |  |  |  |  |
|                                |                                |                                |                                |                                |                                |  |  |                        |                        |                        |                        |                        |                        |  |  |                              |                              |                              |                              |                              |                              |  |  |                              |                              |                              |                              |                              |                              |  |  |                             |                             |                             |                             |                             |                             |  |  |                              |                              |                              |                              |                              |                              |  |  |  |  |  |  |  |  |  |  |  |  |  |  |  |  |  |  |
| Jack Adkisson Jr. (1952-1958)† | Jack Adkisson Jr. (1952-1958)† | Jack Adkisson Jr. (1952-1958)† | Jack Adkisson Jr. (1952-1958)† | Jack Adkisson Jr. (1952-1958)† | Jack Adkisson Jr. (1952-1958)† |  |  | Kevin Von Erich (1957) | Kevin Von Erich (1957) | Kevin Von Erich (1957) | Kevin Von Erich (1957) | Kevin Von Erich (1957) | Kevin Von Erich (1957) |  |  | David Von Erich (1958-1984)† | David Von Erich (1958-1984)† | David Von Erich (1958-1984)† | David Von Erich (1958-1984)† | David Von Erich (1958-1984)† | David Von Erich (1958-1984)† |  |  | Kerry Von Erich (1960-1993)† | Kerry Von Erich (1960-1993)† | Kerry Von Erich (1960-1993)† | Kerry Von Erich (1960-1993)† | Kerry Von Erich (1960-1993)† | Kerry Von Erich (1960-1993)† |  |  | Mike Von Erich (1964-1987)† | Mike Von Erich (1964-1987)† | Mike Von Erich (1964-1987)† | Mike Von Erich (1964-1987)† | Mike Von Erich (1964-1987)† | Mike Von Erich (1964-1987)† |  |  | Chris Von Erich (1969-1991)† | Chris Von Erich (1969-1991)† | Chris Von Erich (1969-1991)† | Chris Von Erich (1969-1991)† | Chris Von Erich (1969-1991)† | Chris Von Erich (1969-1991)† |  |  |  |  |  |  |  |  |  |  |  |  |  |  |  |  |  |  |
| Jack Adkisson Jr. (1952-1958)† | Jack Adkisson Jr. (1952-1958)† | Jack Adkisson Jr. (1952-1958)† | Jack Adkisson Jr. (1952-1958)† | Jack Adkisson Jr. (1952-1958)† | Jack Adkisson Jr. (1952-1958)† |  |  | Kevin Von Erich (1957) | Kevin Von Erich (1957) | Kevin Von Erich (1957) | Kevin Von Erich (1957) | Kevin Von Erich (1957) | Kevin Von Erich (1957) |  |  | David Von Erich (1958-1984)† | David Von Erich (1958-1984)† | David Von Erich (1958-1984)† | David Von Erich (1958-1984)† | David Von Erich (1958-1984)† | David Von Erich (1958-1984)† |  |  | Kerry Von Erich (1960-1993)† | Kerry Von Erich (1960-1993)† | Kerry Von Erich (1960-1993)† | Kerry Von Erich (1960-1993)† | Kerry Von Erich (1960-1993)† | Kerry Von Erich (1960-1993)† |  |  | Mike Von Erich (1964-1987)† | Mike Von Erich (1964-1987)† | Mike Von Erich (1964-1987)† | Mike Von Erich (1964-1987)† | Mike Von Erich (1964-1987)† | Mike Von Erich (1964-1987)† |  |  | Chris Von Erich (1969-1991)† | Chris Von Erich (1969-1991)† | Chris Von Erich (1969-1991)† | Chris Von Erich (1969-1991)† | Chris Von Erich (1969-1991)† | Chris Von Erich (1969-1991)† |  |  |  |  |  |  |  |  |  |  |  |  |  |  |  |  |  |  |
|                                |                                |                                |                                |                                |                                |  |  |                        |                        |                        |                        |                        |                        |  |  |                              |                              |                              |                              |                              |                              |  |  |                              |                              |                              |                              |                              |                              |  |  |                             |                             |                             |                             |                             |                             |  |  |                              |                              |                              |                              |                              |                              |  |  |  |  |  |  |  |  |  |  |  |  |  |  |  |  |  |  |
|                                |                                |                                |                                |                                |                                |  |  | Ross Von Erich (1988)  | Ross Von Erich (1988)  | Ross Von Erich (1988)  | Ross Von Erich (1988)  | Ross Von Erich (1988)  | Ross Von Erich (1988)  |  |  | Marshall Von Erich (1992)    | Marshall Von Erich (1992)    | Marshall Von Erich (1992)    | Marshall Von Erich (1992)    | Marshall Von Erich (1992)    | Marshall Von Erich (1992)    |  |  | Lacey Von Erich (1986)       | Lacey Von Erich (1986)       | Lacey Von Erich (1986)       | Lacey Von Erich (1986)       | Lacey Von Erich (1986)       | Lacey Von Erich (1986)       |  |  |                             |                             |                             |                             |                             |                             |  |  |                              |                              |                              |                              |                              |                              |  |  |  |  |  |  |  |  |  |  |  |  |  |  |  |  |  |  |

† = overleden

## Prestaties
- All Japan Pro Wrestling
  - AJPW All Asia Tag Team Championship (1 keer: David & Kevin)
  - NWA International Tag Team Championship (1 keer: Fritz)

- American Wrestling Association
  - AWA World Heavyweight Championship (1 keer: Fritz)

- Championship Wrestling from Florida
  - NWA Florida Southern Heavyweight Championship (1 keer: David)
  - NWA Florida Television Championship (1 keer: David)
  - NWA North American Tag Team Championship (1 keer: David)

- Maple Leaf Wrestling
  - NWA Canadian Open Tag Team Championship (3 keer: Fritz)

- Mid-Atlantic Championship Wrestling
  - NWA Southern Tag Team Championship (Mid-Atlantic version) (1 keer: Fritz & Waldo)

- NWA Detroit
  - NWA United States Heavyweight Championship (3 keer: Fritz)

- NWA Minneapolis Wrestling and Boxing Club
  - NWA World Tag Team Championship (1 keer: Fritz)

- NWA Southwest
  - NWA North American Heavyweight Championship (1 keer: Kevin)

- NWA Western States Sports
  - NWA International Tag Team Championship (1 keer: Fritz)
  - NWA North American Heavyweight Championship (4 keer: Fritz)

- St. Louis Wrestling Club
  - NWA Missouri Heavyweight Championship (3 keer: Kevin (1x), David (1x) en Kerry (1x))

- Southwest Sports, Inc. – NWA Big Time Wrestling – World Class Championship Wrestling – World Class Wrestling Association
  - NWA American/WCCW American/WCWA World Heavyweight Championship (24 keer: Fritz (13x), Kevin (5x), Kerry (5x) en Mike (1x))
  - NWA American/WCCW American/WCWA World Tag Team Championship (18 keer: Fritz & Waldo (1), Fritz (5x), Kevin & Kerry (5x), Kevin & David (1x), Kevin & Kerry (5x))
  - NWA/WCCW Texas Brass Knuckles Championship (2 Amarillo version) (4 times) – Fritz
  - NWA/WCCW/WCWA Texas Heavyweight Championship (16 keer: Fritz (3x), Kevin (2x), David (8x) en Kerry (3x))
  - NWA United National Championship (1 keer: David)
  - NWA World Heavyweight Championship (1 keer: Kerry)
  - NWA World Six-Man Tag Team Championship (9 keer: Fritz, Kevin & Mike (1x), Kevin, David & Kerry (2x), Kevin, Kerry & Mike (3x), Kerry, Lance & Kevin (1x) en Kevin & Kerry met verschillende worstelaars (2x))
  - NWA World Tag Team Championship (6 keer: Fritz (2x), Kevin (1x), David (1x) en Kerry (3x))
  - WCCW Middle Eastern Championship (1 keer: Mike)
  - WCCW Television Championship (1 keer: met Kevin)
  - WCCW/WCWA Texas Tag Team Championship (5 keer: Kevin & David (2x) en Kerry (3x))
  - WCWA World Six-Man Tag Team Championship (6 keer: Kevin (4x) en Kerry (2x))

- Texas Wrestling Federation
  - TWF Texas Heavyweight Championship (1 keer: Kevin)

- Total Nonstop Action Wrestling
  - TNA Knockouts Tag Team Championship (1 keer: Lacey)

- Windy City Pro Wrestling
  - WCPW Ladies Championship (1 keer: Lacey)

- World Wrestling Federation/Entertainment
  - WWF Intercontinental Championship (1 keer: Kerry)
  - WWE Hall of Fame (Class of 2009)

- Wrestling Observer Newsletter awards
  - Match of the Year (1984) – Kevin, Kerry & Mike vs. The Fabulous Freebirds (Buddy Roberts, Michael Hayes & Terry Gordy) in een "Anything Goes match" op 4 juli.

- Andere titels
  - World Heavyweight Championship (Wequetequock versie; 2 keer: Fritz)